# Salvadorianische Fußballnationalmannschaft/Weltmeisterschaften
Dieser Artikel beinhaltet eine ausführliche Darstellung der salvadorianischen Fußballnationalmannschaft bei Fußball-Weltmeisterschaften. Die Nationalmannschaft El Salvadors nahm zweimal an Weltmeisterschaften teil. In der ewigen Tabelle der Endrundenteilnehmer belegt die Mannschaft den 80. und letzten Platz.

## Überblick

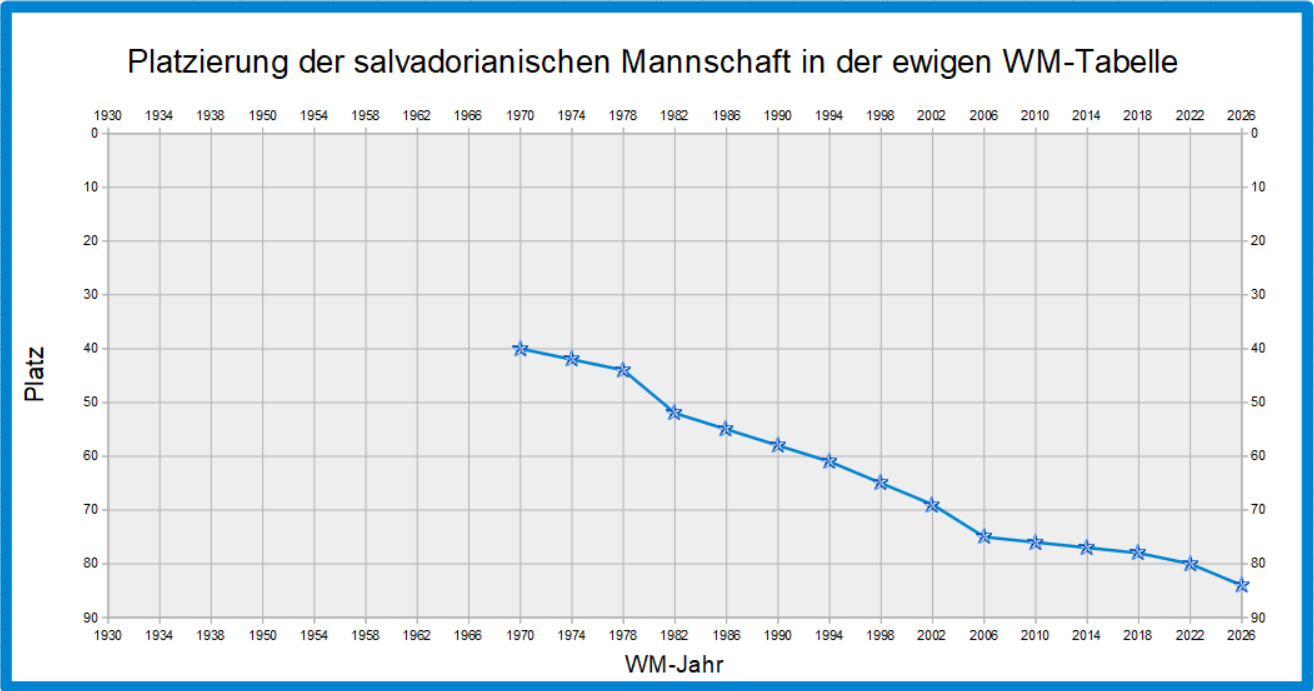
Platzierung der salvadorianischen Mannschaft in der ewigen WM-Tabelle

| Jahr | Gastgeberland  | Teilnahme bis …    | Letzte(r) Gegner             | Ergebnis | Trainer            | Bemerkungen und Besonderheiten |
| ---- | -------------- | ------------------ | ---------------------------- | -------- | ------------------ | --- |
| 1930 | Uruguay        | nicht teilgenommen |                              |          |                    | kein FIFA-Mitglied |
| 1934 | Italien        | nicht teilgenommen |                              |          |                    | kein FIFA-Mitglied |
| 1938 | Frankreich     | zurückgezogen      |                              |          |                    | |
| 1950 | Brasilien      | nicht teilgenommen |                              |          |                    | |
| 1954 | Schweiz        | nicht teilgenommen |                              |          |                    | |
| 1958 | Schweden       | nicht teilgenommen |                              |          |                    | |
| 1962 | Chile          | nicht teilgenommen |                              |          |                    | |
| 1966 | England        | nicht teilgenommen |                              |          |                    | |
| 1970 | Mexiko         | Vorrunde           | Belgien, Mexiko, UdSSR       | 16.      | Hernán Carrasco    | Nach der Qualifikation kam es zum Fußballkrieg zwischen El Salvador und Honduras. Nach drei Niederlagen ohne Torerfolg als Gruppenletzter ausgeschieden. Das Spiel gegen Gastgeber Mexiko ist das einzige WM-Spiel zwischen zwei mittelamerikanischen Mannschaften in der Gruppenphase. |
| 1974 | Deutschland    | nicht qualifiziert |                              |          |                    | In der Qualifikation in der 1. Runde an Guatemala gescheitert, das sich ebenfalls nicht qualifizieren konnte. |
| 1978 | Argentinien    | nicht qualifiziert |                              |          |                    | In der Qualifikation in der 2. Runde an Mexiko gescheitert. |
| 1982 | Spanien        | Vorrunde           | Ungarn, Belgien, Argentinien | 24.      | Mauricio Rodríguez | Nach drei Niederlagen erneut als Gruppenletzter ausgeschieden. Das 1:10 gegen Ungarn ist bis heute die höchste WM-Niederlage. |
| 1986 | Mexiko         | nicht qualifiziert |                              |          |                    | In der Qualifikation in der 2. Runde an Honduras gescheitert, das sich ebenfalls nicht qualifizieren konnte. |
| 1990 | Italien        | nicht qualifiziert |                              |          |                    | In der Qualifikation in der Endrunde als Gruppenletzter an Costa Rica und den USA gescheitert. |
| 1994 | USA            | nicht qualifiziert |                              |          |                    | In der Qualifikation in der Endrunde an Mexiko und Kanada gescheitert, das sich ebenfalls nicht qualifizieren konnte. |
| 1998 | Frankreich     | nicht qualifiziert |                              |          |                    | In der Qualifikation in der Finalrunde an Mexiko, den USA und Jamaika gescheitert. |
| 2002 | Südkorea/Japan | nicht qualifiziert |                              |          |                    | In der Qualifikation in der Zwischenrunde an Honduras und Jamaika gescheitert, die sich ebenfalls nicht qualifizieren konnten. |
| 2006 | Deutschland    | nicht qualifiziert |                              |          |                    | In der Qualifikation in der 3. Runde an den USA und Panama gescheitert, das sich ebenfalls nicht qualifizieren konnte. |
| 2010 | Südafrika      | nicht qualifiziert |                              |          |                    | In der Qualifikation in der 4. Runde an den USA, Mexiko und Honduras gescheitert. In der 1. Runde gelang gegen Anguilla mit 12:0 der höchste Sieg der Länderspielgeschichte El Salvadors.                                                                                               |
| 2014 | Brasilien      | nicht qualifiziert |                              |          |                    | In der Qualifikation scheiterte El Salvador in der 3. Runde an Mexiko und Costa Rica. |
| 2018 | Russland       | nicht qualifiziert |                              |          |                    | In der Qualifikation in der vierten Runde gescheitert. |
| 2022 | Katar          | nicht qualifiziert |                              |          |                    | In der Qualifikation in der dritten Runde gescheitert |

Statistik (Angaben inkl. 2022: 22 Weltmeisterschaften; Prozentangaben sind gerundet)
- Teilnahmeverzicht: 7× (31,8 %; 1930, 1934, 1950, 1954, 1958, 1962 und 1966)
- Zurückgezogen: 1× (4,5 %; 1938)
- Nicht qualifiziert: 12× (54,5 %; 1974, 1978, 1986, 1990, 1994, 1998, 2002, 2006, 2010, 2014, 2018 und 2022)
- Sportliche Qualifikation: 2× (9 % bzw. bei 15 % der Versuche)
  - Vorrunde: 2× (9 %; 1970 und 1982)

### Weltmeisterschaften 1930 bis 1966
Die Federación Salvadoreña de Fútbol war erst 1935 gegründet und 1938 in die FIFA aufgenommen worden und konnte daher an den ersten beiden WM-Turnieren nicht teilnehmen. Für 1938 hatte der Verband gemeldet, dann aber zurückgezogen und bis 1966 verzichtete er ebenfalls auf die Teilnahme.

### Weltmeisterschaft 1970 in Mexiko
Da Mexiko für die WM im eigenen Land automatisch qualifiziert war, stand den CONCACAF-Mannschaften ein weiterer Startplatz zu. Um diesen bewarben sich 12 Mannschaften. El Salvador musste in der ersten Runde gegen Suriname und die Niederländischen Antillen antreten. Das erste WM-Qualifikationsspiel gewann El Salvador am 1. Dezember 1968 in San Salvador mit 6:0 gegen Suriname. Nach zwei Siegen gegen die Niederländischen Antillen war die zweite Runde erreicht, so dass die Niederlage im Rückspiel gegen Suriname verkraftet werden konnte. Im Halbfinale traf die Mannschaft auf Honduras und verlor das erste Spiel in Tegucigalpa mit 0:1. Das Rückspiel wurde zwar mit 3:0 gewonnen. Da die mehr erzielten Tore nicht zählten, gab es ein Entscheidungsspiel in Mexiko-Stadt, dieses gewann El Salvador mit 3:2 nach Verlängerung. Schon nach dem zweiten Spiel war es in San Salvador zu Unruhen gekommen und auch nach dem Entscheidungsspiel gab es Unruhen, die zum sogenannten Fußballkrieg führten. Die WM-Qualifikation war aber nicht der eigentliche Anlass, denn Honduras hatte im Zuge einer Agrarreform am 30. April 1969 die illegalen Einwanderer aus El Salvador aufgefordert, innerhalb von 30 Tagen nach El Salvador zurückzukehren. Mit dem Ziel, dies rückgängig zu machen, griff El Salvador am 14. Juli 1969 den Nachbarn an. Auf Druck der OAS endete der Krieg vier Tage später, ohne dass die Forderungen erfüllt wurden.
Im Finale der CONCACAF-Qualifikation traf El Salvador zunächst in Port-au-Prince auf Haiti und gewann mit 2:1. Haiti konnte dann aber das Rückspiel in San Salvador mit 3:0 gewinnen, so dass wieder ein Entscheidungsspiel notwendig war. Dieses gewannen die Salvadorianer in Kingston mit 1:0 n. V. und hatten sich damit gleich bei ihrer ersten Teilnahme für die WM qualifiziert. El Salvador hatte dafür 10 Spiele gebraucht, nur Marokko, das sich auch erstmals qualifizieren konnte, benötigte ebenfalls 10 Spiele, musste aber nur einmal in die Verlängerung.
In Mexiko traf El Salvador auf Belgien, Gastgeber Mexiko und die UdSSR. Im ersten WM-Spiel ihrer Geschichte verloren die Salvadorianer mit 0:3 gegen Belgien. Danach kam es zum bisher einzigen Mal zu einer Begegnung zweier CONCACAF-Mannschaften in der Gruppenphase und gegen Mexiko wurde mit 0:4 verloren. Damit stand das Aus nach der Gruppenphase bereits fest. Im letzten Spiel gab es dann ein 0:2 gegen die UdSSR und El Salvador verabschiedete sich für zwölf Jahre von der WM-Bühne.

### Weltmeisterschaft 1974 in Deutschland
Für die WM in Deutschland, für die den CONCACAF-Mannschaften wieder nur ein Startplatz zustand, konnte sich El Salvador dann nicht qualifizieren. Die Mannschaft scheiterte bereits in der 1. Runde der Qualifikation durch zwei 0:1-Niederlagen an Guatemala. Damit qualifizierte sich Guatemala für den CONCACAF-Nations-Cup 1973 in Haiti, dessen Turniersieger den WM-Endrundenplatz der CONCACAF-Zone einnahm. Turniersieger und somit WM-Endrundenteilnehmer wurde überraschenderweise Gastgeber Haiti, Guatemala belegte nur den fünften Platz.

### Weltmeisterschaft 1978 in Argentinien
Für die WM in Argentinien konnte sich El Salvador ebenfalls nicht qualifizieren. In der 1. Runde der Qualifikation konnte sich die Mannschaft zwar zusammen mit Guatemala gegen Costa Rica und Panama durchsetzen, in der zweiten Runde, die gleichzeitig als CONCACAF-Nations-Cup 1977 diente, wurde aber nur Platz 3 hinter Mexiko und Haiti belegt.

### Weltmeisterschaft 1982 in Spanien
In der Qualifikation für die WM in Spanien, für die den CONCACAF-Mannschaften nach Aufstockung des Teilnehmerfeldes auf 24 Mannschaften nun zwei Startplätze zustanden, setzte sich El Salvador in der ersten Runde punktgleich mit Honduras gegen Guatemala, Costa Rica und Panama durch und belegte im Final-Turnier überraschend vor Mexiko den zweiten Platz und war damit zum zweiten Mal qualifiziert.
In Spanien traf die Mannschaft im ersten Spiel auf Ungarn und ging mit 1:10 unter. Immerhin konnte Luis Ramírez mit dem zwischenzeitlichen 1:5 das erste WM-Tor für El Salvador erzielen, aber das 10:1 für die Ungarn ist bis heute der höchste Sieg bei einer WM der Männer. Die zweite Niederlage, ein 0:1 gegen Belgien, fiel dann moderat aus; ebenso das abschließende 0:2 gegen Titelverteidiger Argentinien, mit dem sich El Salvador für mindestens 36 Jahre von der WM-Bühne verabschiedete.

### Weltmeisterschaft 1986 in Mexiko
Zur Qualifikation für die zweiten WM in Mexiko musste El Salvador in der ersten Runde gegen Puerto Rico antreten und gewann beide Spiele (5:0 und 3:0). Die zweite Runde begann mit zwei 3:0-Siegen gegen Suriname, dann wurde aber das Heimspiel gegen Honduras mit 1:2 verloren und im Rückspiel nur ein 0:0 erreicht. Damit war El Salvador ausgeschieden. Honduras scheiterte in der finalen CONCACAF-Endrunde an Kanada, welches sich erstmals für ein WM-Endrundenturnier qualifizierte.

### Weltmeisterschaft 1990 in Italien
Die Qualifikation zur zweiten WM in Italien verlief nicht besser. In der Vorausscheidungsrunde setzte sich El Salvador zwar mit 1:0 und 5:0 gegen die Niederländischen Antillen durch, bei der CONCACAF-Endrunde, die gleichzeitig als CONCACAF-Nations-Cup 1989 ausgetragen wurde, wurde aber nur der letzte Platz belegt. Costa Rica und die USA qualifizierten sich für die WM, Trinidad & Tobago, Guatemala und El Salvador gelang dies nicht.

### Weltmeisterschaft 1994 in den Vereinigten Staaten
In der Qualifikation für die WM in den USA setzte sich El Salvador in der ersten Runde mit 5:0 und 5:1 gegen Nicaragua durch, schloss die zweite Runde als Gruppensieger vor Kanada, Jamaika und Bermuda ab, belegte bei der CONCACAF Endrunde aber nur den 3. Platz hinter Mexiko, das sich qualifizierte, und Kanada. Nur Honduras lag am Ende noch hinter El Salvador.

### Weltmeisterschaft 1998 in Frankreich
In der Qualifikation für die zweite WM in Frankreich war El Salvador für die Halbfinalrunde gesetzt. Mit dem zweiten Platz hinter Kanada vor Panama und Kuba wurde die Finalrunde erreicht. In der Finalrunde waren dann Mexiko, die USA, Jamaika stärker, das sich damit zum bisher einzigen Mal qualifizieren konnte, sowie Costa Rica stärker und nur Kanada noch schwächer.

### Weltmeisterschaft 2002 in Japan und Südkorea
Die Qualifikation für die erste WM in Asien verlief wieder nicht erfolgreich. El Salvador konnte sich zwar in der CONCACAF Vorrunde gegen Guatemala und Belize durchsetzen, wobei kein Spiel verloren wurde, scheiterte aber in der CONCACAF Zwischenrunde an Honduras sowie Jamaika und konnte nur St. Vincent und die Grenadinen hinter sich lassen. In der CONCACAF-Endrunde der letzten Sechs belegte Honduras dann nur Platz vier und Jamaika nur Rang fünf, sie schieden gemeinsam mit dem Tabellenletzten Trinidad&Tobago aus. Qualifiziert für die WM-Endrunde waren die ersten drei: Costa Rica, Mexiko, USA.

### Weltmeisterschaft 2006 in Deutschland
Für die zweite WM in Deutschland gelang die Qualifikation wieder nicht. In der zweiten Runde wurden die Bermudas mit 2:1 und 2:2 ausgeschaltet, die Dritte Runde beendete El Salvador aber als Gruppenletzter hinter den USA, Panama und Jamaika. USA und Panama qualifizierten sich für die finale CONCACAF-Endrunde der letzten Sechs. Dort qualifizierte sich die USA als Gruppensieger für die WM-Endrunde in Deutschland, Panama schied als Gruppenletzter aus.

### Weltmeisterschaft 2010 in Südafrika
Für die erste WM in Afrika konnte sich El Salvador auch nicht qualifizieren. Die Qualifikation begann für El Salvador in der ersten Runde mit einem 12:0 gegen Anguilla, dem höchsten Sieg ihrer Länderspielgeschichte, und einem 4:0 im Rückspiel. In der zweiten Runde wurde nach einem 0:1 in Panama das Rückspiel mit 3:1 gewonnen und dank der besseren Tordifferenz die dritte Runde erreicht. In dieser belegte El Salvador hinter Costa Rica und vor Haiti und Suriname den zweiten Platz. In der vierten Runde wurde aber nur Platz 5 hinter den USA, Mexiko, Honduras und Costa Rica vor Trinidad & Tobago belegt. Damit verpasste El Salvador die Interkontinental-Playoffs, in denen sich Costa Rica aber auch nicht gegen Uruguay durchsetzen konnte.

### Weltmeisterschaft 2014 in Brasilien
Für die zweite WM in Brasilien konnten sich die Salvadorianer ebenfalls nicht qualifizieren. In der zweiten Qualifikationsrunde, für die El Salvador automatisch qualifiziert war, setzte sich die Mannschaft noch mit sechs Siegen gegen die Dominikanische Republik, Suriname und die Kaimaninseln durch. In der dritten Runde waren dann Mexiko und Costa Rica stärker und nur Guyana schwächer. In der finalen CONCACAF-Endrunde der letzten Sechs belegte Gruppengegner Costa Rica Platz drei und qualifizierte sich direkt für die WM-Endrunde 2014 in Brasilien. Mexiko wurde nur Vierter und musste ins Playoff gegen Ozeaniensieger Neuseeland. Mexiko gewann das Playoff und qualifizierte sich ebenfalls für die WM-Endrunde.

### Weltmeisterschaft 2018 in Russland
In der Qualifikation für die WM in Russland musste El Salvador erst in der zweiten Runde eingreifen und traf im Juni 2015 auf St. Kitts und Nevis, den Sieger der Erstrundenpartie gegen die Turks- und Caicosinseln. Nach einem 2:2 im Auswärtsspiel wurde das Heimspiel mit 4:1 gewonnen und die dritte Runde erreicht. Dort wartete Ende August/Anfang September 2015 Curaçao. Mit zwei 1:0-Siegen wurde die vierte Runde erreicht, in der dann Mexiko, Honduras und Kanada die Gegner waren. Durch eine 1:3-Heimniederlage am vorletzten Spieltag gegen Mexiko wurde die Qualifikation für die fünfte Runde verpasst. Mexiko und Honduras zogen in die finale Runde der letzten Sechs ein. Dort qualifizierte sich Mexiko als Gruppensieger direkt für die WM 2018 in Russland, Honduras wurde Gruppenvierter und zog in das interkontinentale Playoff gegen Australien ein. Das Playoff ging verloren und Australien qualifizierte sich für die WM-Endrunde in Russland.

### Weltmeisterschaft 2022 in Katar
In der Qualifikation traf die Mannschaft in der ersten Runde auf die Amerikanischen Jungferninseln, Antigua und Barbuda, Grenada und Montserrat. Dabei gewann die Mannschaft daheim gegen Antigua und Barbuda und Grenada sowie auswärts gegen die Amerikanischen Jungferninseln und holte auf neutralem Platz ein Remis gegen Montserrat. Die Spiele fanden wegen der COVID-19-Pandemie erst im März und Juni 2021 statt. Als Gruppensieger erreichte El Salvador die zweite Runde, in der mit zwei Siegen gegen St. Kitts und Nevis die dritte Runde erreicht wurde, die von September 2021 bis März 2022 lief. Hier startete El Salvador mit zwei torlosen Remis gegen die USA und Honduras. Nach einer 0:3-Niederlage in Kanada folgte der erste Sieg, ein 1:1 daheim gegen Panama. Danach gelang aber nur noch ein Sieg, ein 2:0 in Honduras, so dass die Mannschaft zwei Spieltage vor Ende der Qualifikation keine Chance mehr hatte die Endrunde in Katar zu erreichen. Die beiden letzten Spiele wurden auch noch verloren, so dass die Mannschaft am Ende Vorletzter wurde.

## Rangliste der salvadorianischen WM-Spieler mit den meisten Einsätzen
18 Spieler mit drei Einsätzen bei je einem Turnier.

## Rangliste der salvadorianischen WM-Spieler mit den meisten WM-Toren
01. Luis Ramírez – 1 Tor

## WM-Kapitäne
- 1970: Salvador Mariona
- 1982: Norberto Huezo

## Bei Weltmeisterschaften gesperrte Spieler
Bisher wurde kein Salvadorianer bei WM-Endrunden gesperrt. Francisco Osorto erhielt zwar 1982 im letzten Spiel der ersten Finalrunde die zweite Gelbe Karte, diese hatte aber keinen Effekt da El Salvador ausschied.

## Anteil der im Ausland spielenden Spieler im WM-Kader
Bisher wurde mit Jaime Rodríguez, der vor der WM 1982 bei Bayer 05 Uerdingen spielte, nur ein Legionär berufen. Er kam 1982 in den drei Spielen zum Einsatz.

## Spiele
- El Salvador bestritt bisher sechs WM-Spiele, die alle verloren wurden.
- Nur gegen Belgien wurden bereits zwei WM-Spiele bestritten. Alle anderen WM-Spielpaarungen mit El Salvador waren bisher einmalig.
- El Salvador nahm nie am Eröffnungsspiel teil, spielte aber 1970 gegen den Gastgeber.
- El Salvador spielte nie gegen den späteren Weltmeister.
- El Salvador spielte einmal (1982) gegen den Titelverteidiger.
- El Salvador traf nie auf einen WM-Neuling.

| Alle WM-Spiele |            |          |             |   |                    |               |                                |
| Nr.            | Datum      | Ergebnis | Gegner      |   | Austragungsort     | Anlass        | Bemerkung                      |
| 1.             | 03.06.1970 | 0:3      | Belgien     | * | Mexiko-Stadt (MEX) | Vorrunde      | Erstes Spiel gegen Belgien     |
| 2.             | 07.06.1970 | 0:4      | Mexiko      | A | Mexiko-Stadt (MEX) | Vorrunde      |                                |
| 3.             | 10.06.1970 | 0:2      | Sowjetunion | * | Mexiko-Stadt (MEX) | Vorrunde      |                                |
| 4.             | 15.06.1982 | 1:10     | Ungarn      | * | Elche (ESP)        | 1. Finalrunde | Erstes Spiel gegen Ungarn      |
| 5.             | 19.06.1982 | 0:1      | Belgien     | * | Elche (ESP)        | 1. Finalrunde |                                |
| 6.             | 23.06.1982 | 0:2      | Argentinien | * | Alicante (ESP)     | 1. Finalrunde | Erstes Spiel gegen Argentinien |

### Höchste Niederlagen
Gegen folgende Länder kassierte die Mannschaft ihre höchsten Niederlagen bei WM-Turnieren:
- Argentinien: Vorrunde 1982 – 0:2 (erstes Spiel gegen Argentinien, zudem 2015 ein 0:2 in einem Freundschaftsspiel)
- Belgien: Vorrunde 1970 – 0:3
- Ungarn: 1. Finalrunde 1982 – 1:10 (Einziges Spiel gegen Ungarn)

## Rekorde

### Negativrekorde
- Höchste Niederlage bei einem WM-Spiel der Männer: El Salvador – Ungarn 1:10 am 9. Juni 1982
- Schlechteste Mannschaft bei den Turnieren 1970 und 1982 (von der FIFA auf Platz 16 bzw. 24 eingestuft)
- Letzter Platz in der Ewigen Rangliste.
- El Salvador hat von den elf Mannschaften, die alle WM-Spiele verloren, die meisten Gegentore kassiert (22) und zusammen mit Kanada die meisten Spiele verloren (6)